# Türisalu
Türisalu is een plaats in de Estlandse gemeente Harku, provincie Harjumaa. De plaats heeft de status van dorp (Estisch: küla).

## Bevolking
Het dorp had 606 inwoners op 31 december 2011 en 715 inwoners op 31 december 2021.